# Виљево
Виљево (до 1991. Виљево Доње) је насељено место и седиште општине у славонској Подравини, Осјечко-барањска жупанија, Република Хрватска.

## Историја
До територијалне реорганизације у Хрватској налазило се у саставу бивше велике општине Доњи Михољац.

## Становништво
На попису становништва 2011. године, општина Виљево је имала 2.065 становника, од чега у самом Виљеву 1.218.
| Попис 2011.‍   | Попис 2011.‍ | Попис 2011.‍ | Попис 2011.‍ | Попис 2011.‍ |
| ------------- | ----------- | ----------- | ----------- | ----------- |
|               |             |             |             |             |
| Хрвати        | Хрвати      |             | 1.678       | 81,26%      |
| Срби          | Срби        |             | 340         | 16,46%      |
| Роми          | Роми        |             | 28          | 1,36%       |
| остали        | остали      |             | 16          | 0,77%       |
| непознато     | непознато   |             | 3           | 0,15%       |
| укупно: 2.065 |             |             |             |             |

## Попис 1991.
На попису 1991. године, насељено место Виљево Доње је имало 1.318 становника, следећег националног састава:
| Попис 1991.‍   | Попис 1991.‍ | Попис 1991.‍ | Попис 1991.‍ | Попис 1991.‍ |
| ------------- | ----------- | ----------- | ----------- | ----------- |
|               |             |             |             |             |
| Хрвати        | Хрвати      |             | 1.303       | 98,86%      |
| Срби          | Срби        |             | 10          | 0,75%       |
| Југословени   | Југословени |             | 1           | 0,07%       |
| Македонци     | Македонци   |             | 1           | 0,07%       |
| Роми          | Роми        |             | 1           | 0,07%       |
| остали        | остали      |             | 1           | 0,07%       |
| непознато     | непознато   |             | 1           | 0,07%       |
| укупно: 1.318 |             |             |             |             |